# Tadeusz Semadeni

Paszport szwajcarski na nazwisko Taddeo Semadeni figlio di Ladislao, obywatela gminy Poschiavo, zamieszkałego w Lozannie, gdzie chodził on do gimnazjum w roku 1914/15

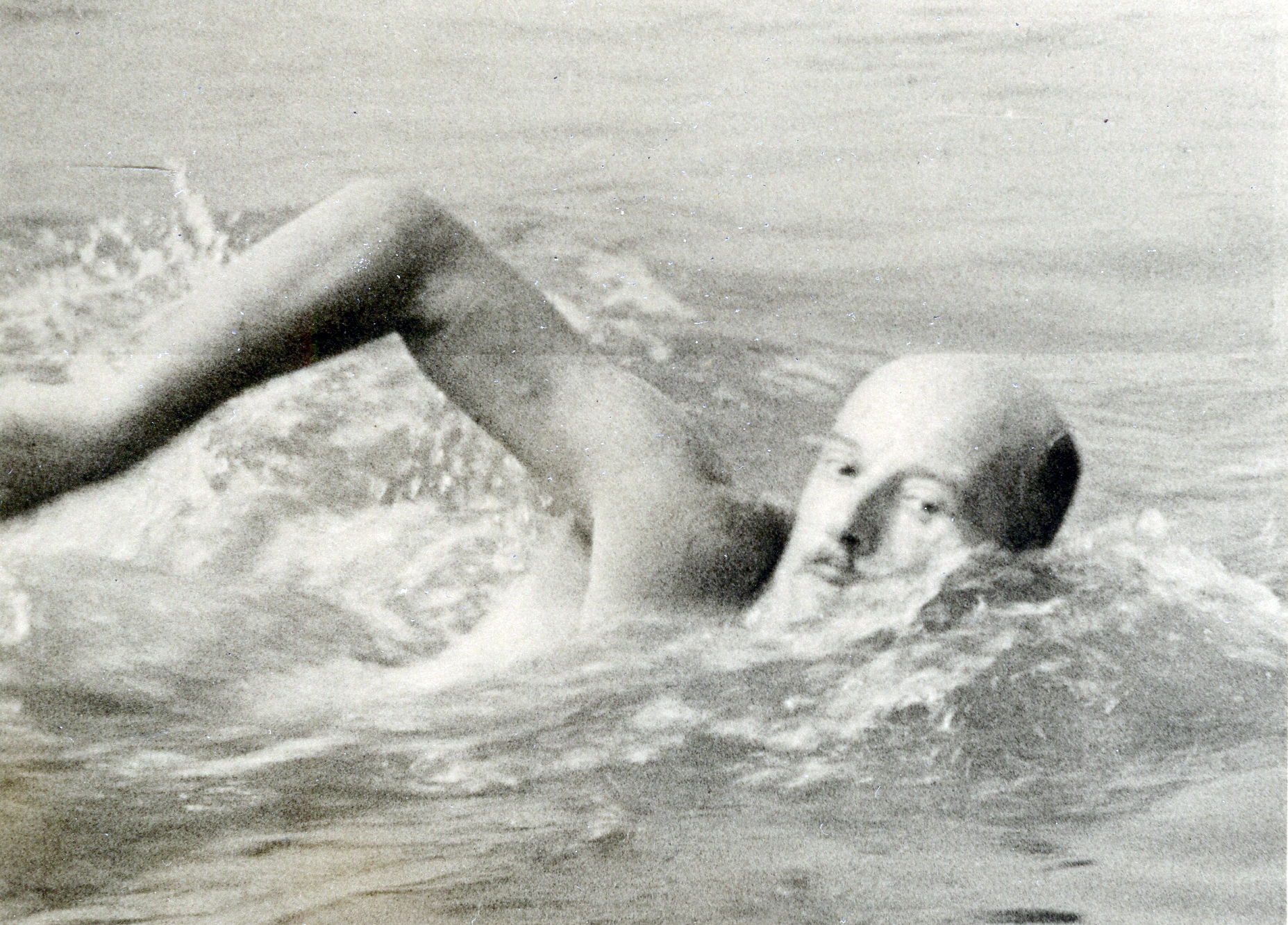
Tadeusz Semadeni płynący kraulem

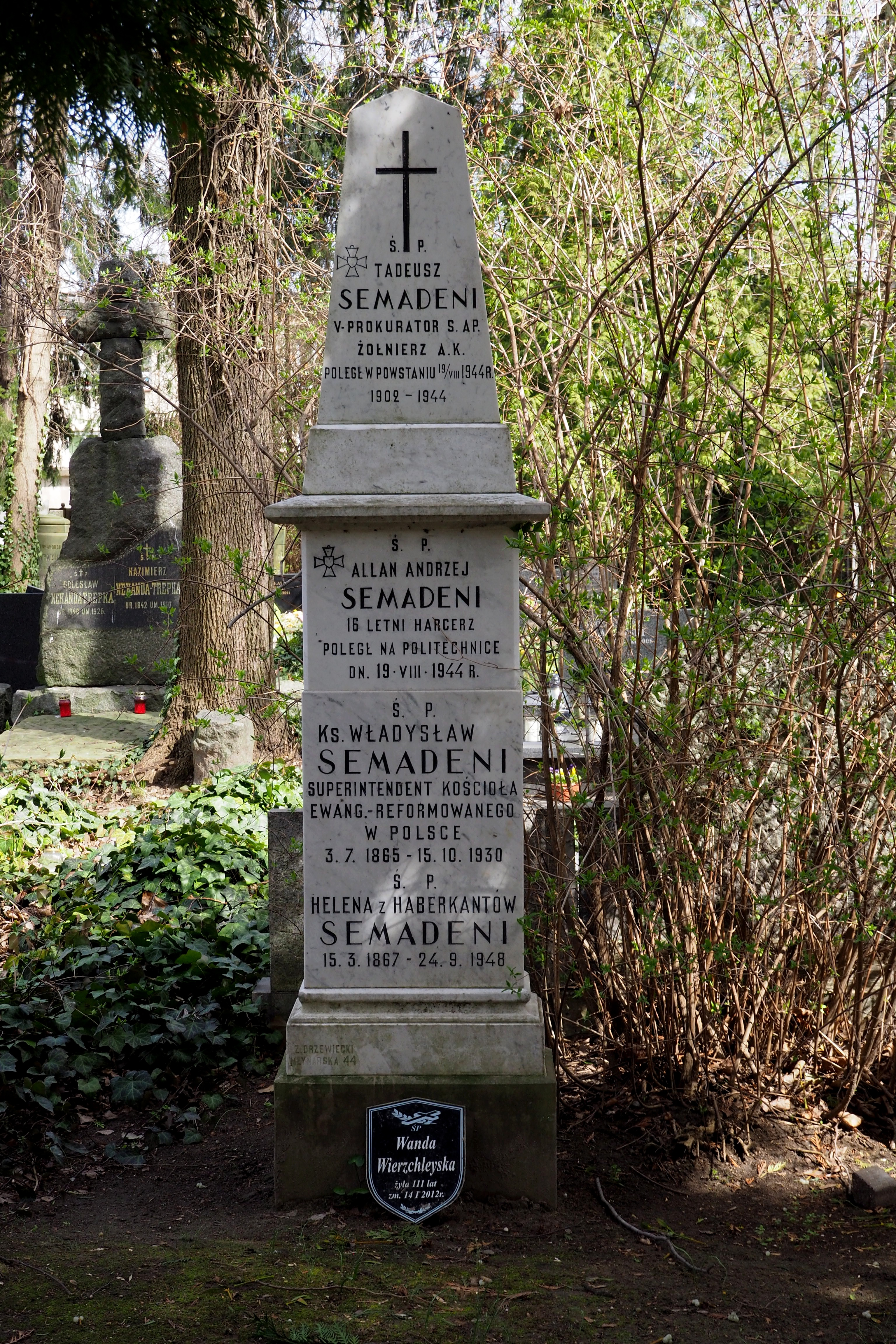
Grób Władysława Semadeniego oraz jego syna Tadeusza Semadeniego na Cmentarzu ewangelicko-reformowanym w Warszawie

Tadeusz Semadeni (ur. 4 czerwca 1902 w Kaliszu, zm. 19 sierpnia 1944 w Warszawie) – polski prawnik, sędzia grodzki w Łodzi, potem sędzia Sądu Okręgowego w Warszawie i wiceprokurator Sądu Apelacyjnego w Warszawie, uważany również za ojca sportu pływackiego w Polsce, pływak, działacz i dziennikarz sportowy, w czasie wojny kierownik Wydziału Penitencjarnego Departamentu Sprawiedliwości Delegatury Rządu RP na Kraj, powstaniec warszawski.

## Życiorys
Urodził się jako syn Władysława Semadeniego (1865–1930), pastora i superintendenta Kościoła Ewangelicko-Reformowanego, i jego żony Heleny z Haberkantów (siostry Wandy Haberkantówny). Rodzina była pochodzenia szwajcarskiego, zupełnie spolonizowana, a rodzice Tadeusza byli w Kaliszu nauczycielami późniejszej pisarki Marii Dąbrowskiej.
Ukończył (1920) Liceum im. Zamoyskiego w Warszawie, a Wydział Prawa Uniwersytetu Warszawskiego nadał mu dyplom magistra praw (1924). Był sędzią Sądu Okręgowego w Warszawie, a potem wiceprokuratorem Sądu Apelacyjnego w Warszawie (1939). Napisał książkę Prawo o ustroju adwokatury (1938).
W roku 1922 utworzył i prowadził Polski Związek Pływacki, był jego kapitanem sportowym, a także przedstawicielem Polski w FINA na olimpiadzie w Amsterdamie (1928) i kierownikiem zespołu polskich pływaków na Olimpiadzie w Berlinie (1936). W 1923 r. ustanowił pierwszy oficjalny rekord Polski na 100 m stylem dowolnym. Rozpropagował też piłkę wodną. Był członkiem sekcji pływackiej AZS oraz dziennikarzem sportowym. Od kwietnia 1924 II sekretarz redakcji tygodnika „Stadjon”.
Współautor (z A. Zaleskim) książki Pływanie. Podręcznik techniki, 1928.
W czasie okupacji mieszkał w Warszawie przy ul. Stanisława Noakowskiego 20 m. 3. W konspiracji używał pseudonimów „Teodor” i „Witold”. Był wiceprezesem rady programowej organizacji Znak i zajmował się zagadnieniami prawnymi. Należał też do Sztabu Głównego Konfederacji Zbrojnej. Od lata 1940 był sędzią Sądu Kapturowego Okręgu Warszawa-Województwo Związku Walki Zbrojnej, a później sędzią w Wojskowym Sądzie Specjalnym Obszaru Warszawa AK. W grudniu 1943 przywiózł na ochotnika ze Lwowa do Warszawy Zofię Rapp-Kochańską (vel Marie Springer) z wywiadu AK po jej ucieczce z rąk Gestapo. W marcu 1944 został wiceprezesem Rady Programowej Stronnictwa Pracy, które wchodziło w skład rządów RP na uchodźstwie.

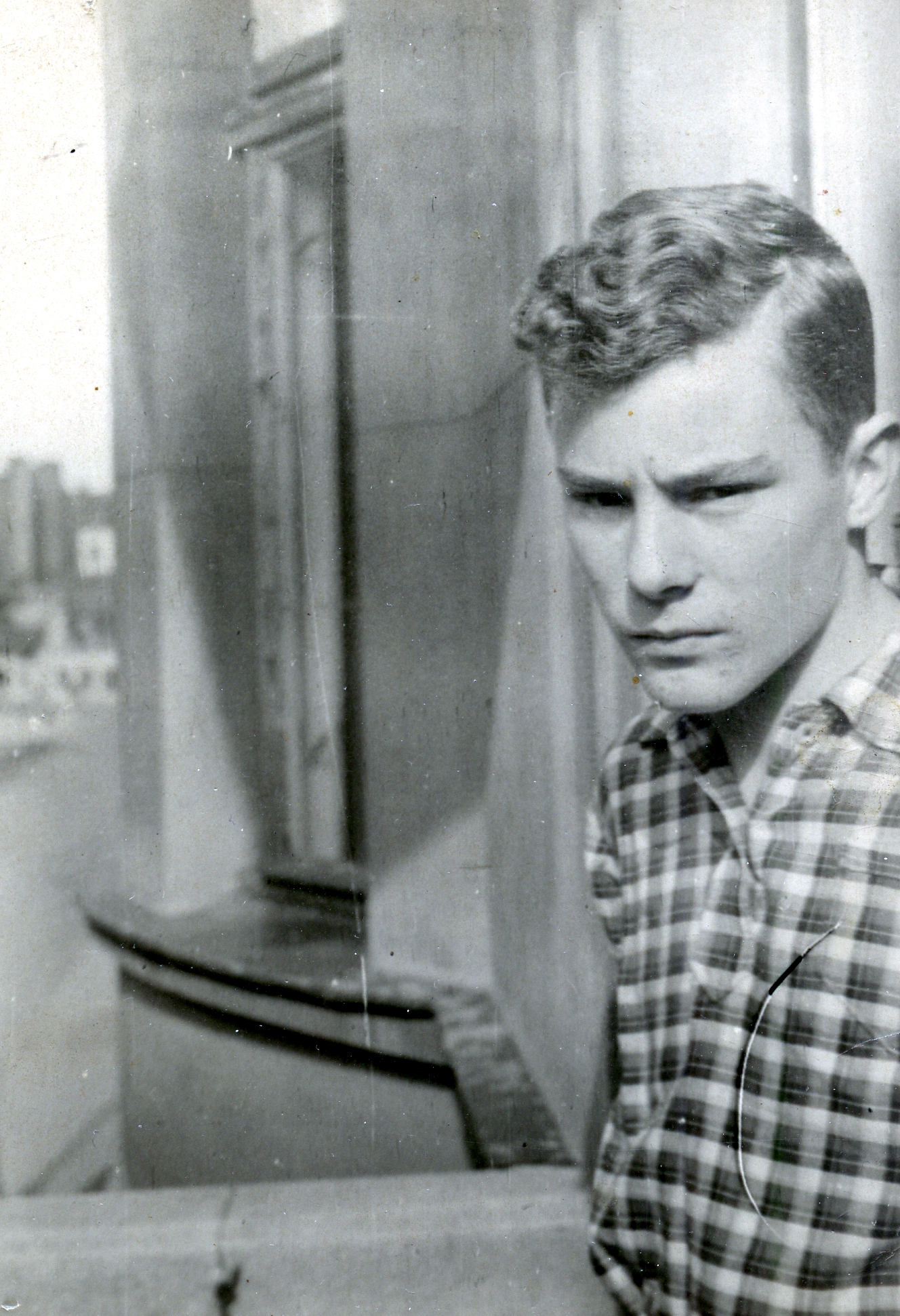
Allan Andrzej Semadeni, 16-letni harcerz Szarych Szeregów, poległ w obronie Politechniki

W powstaniu warszawskim (1944) był kierownikiem WSS Obwodu Śródmieście Południowe, który funkcjonował jako swego rodzaju sąd ludowy, ferujący surowe wyroki m.in. za podpisanie volkslisty. Walczył wraz z żołnierzami 3 batalionu pancernego „Golski”. Zginął w czasie powstania, 19 sierpnia, w obronie Politechniki. Pośmiertnie odznaczony Krzyżem Walecznych. Tego dnia zginął również w walce jego syn, strz. plut. Allan Andrzej Semadeni. Jego ciała nie odnaleziono, symbolicznie upamiętniony na cmentarzu reformowanym przy ul. Żytniej w Warszawie (kwatera L-1-3).

## Życie prywatne
Był ewangelikiem reformowanym. Jego żona – Irena Konopacka-Semadeni, nazywana „ciotką cichociemnych”, doktor „Konstancja”, kierująca powstańczym szpitalem w czasie pacyfikacji Czerniakowa, przeżyła wojnę. Została założycielką i kierowniczką Kliniki Chirurgii Stomatologicznej w Pomorskiej Akademii Medycznej w Szczecinie. Ich drugi syn, Zbigniew Semadeni, został profesorem matematyki na Uniwersytecie Warszawskim.

## Ordery i odznaczenia
- Krzyż Walecznych (pośmiertnie)
- Srebrny Krzyż Zasługi (19 marca 1931)[10]